# 押小路公音
押小路公音（おしこうじ きんおと、慶安3年1月19日〈1650年2月19日〉 - 享保元年7月13日〈1716年8月29日〉）は、江戸時代前期の公卿。法名は思順翁。
閑院流押小路家の始祖。初名は公起。熊沢蕃山に陽明学を学んだ。

## 官歴
- 寛文3年（1663年）：侍従、従五位上
- 寛文8年（1668年）：正五位下、右少将
- 寛文11年（1671年）：従四位下
- 延宝元年（1673年）：右中将
- 延宝4年（1676年）：従四位上
- 延宝8年（1680年）：正四位下
- 貞享元年（1684年）：従三位
- 元禄6年（1693年）：正三位
- 元禄13年（1700年）：参議
- 元禄15年（1702年）：従二位
- 正徳元年（1711年）：権中納言
- 正徳3年（1713年）：権大納言、出家のため致仕

## 系譜
- 養父：三条西公勝（三条西実条の子）
- 実父：堀尾泰長（三条西公紀）
- 兄：三条西実教
- 兄：清水谷公栄
- 子：押小路実岑
- 子：小倉公映
- 子：前田玄長